# Dicledam
De Dicledam is een stuwdam in de Tigris in de provincie Diyarbakır in Turkije, gebouwd in de periode 1986-1997. Het is een van de 22 stuwdammen in het Project Zuidoost-Anatolië. Het bijbehorende stuwmeer heeft een opslagcapaciteit van 595 miljoen m³ en een oppervlakte van 24 km². 

## Technische gegevens
- Hoogte boven de rivierbedding: 75 m
- Inhoud van het bouwwerk: 2,18 miljoen m³
- Capaciteit waterkrachtcentrale: 110 MW
- Productie waterkrachtcentrale: 0,298 miljard kWh per jaar